# Ralph Bunche

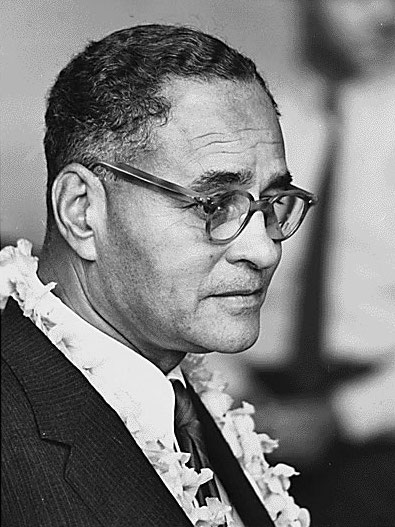
Ralph Bunche tijdens de March on Washington in 1963

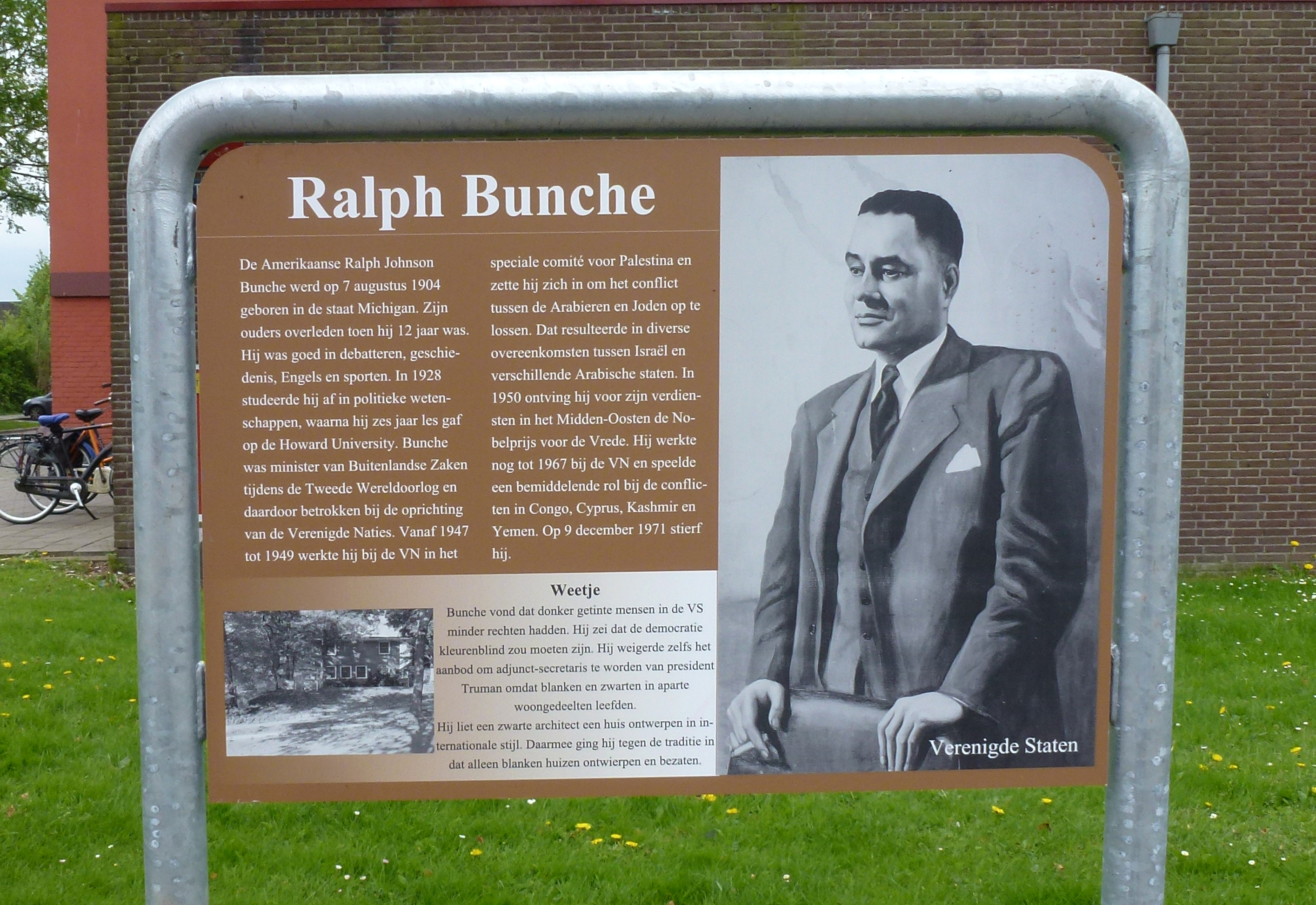
Informatiebord in Gouda

Ralph Johnson Bunche (Detroit, 7 augustus 1903 - New York, 9 december 1971) was een Amerikaans diplomaat die in 1950 de Nobelprijs voor de Vrede kreeg voor zijn bemiddeling in het het Arabisch-Israëlisch conflict. Hij was ook betrokken bij de oprichting van de Verenigde Naties. Bunche was de eerste niet-blanke die de Nobelprijs voor de Vrede werd toegekend.
Hij vertrok in 1948 naar het Midden-Oosten als adjudant van Folke Bernadotte, de hoofdbemiddelaar van de VN in het Arabisch-Israëlisch conflict. Toen Bernadotte vermoord werd nam Bunche over als VN-hoofdbemiddelaar. In 1950 kreeg hij de Nobelprijs voor de Vrede toegekend als erkenning voor zijn werk om de Wapenstilstand van 1949 tot stand te brengen. Bij zijn acceptatietoespraak zei hij: May there be, in our time, at long last, a world at peace in which we, the people, may for once begin to make full use of the great good that is in us. ("Laat er, in onze tijd, een vreedzame wereld zijn waarin wij, het volk, eindelijk gebruik kunnen gaan maken van het grote goed binnen onszelf".

## Biografie
Bunche was afkomstig uit een Afro-Amerikaanse familie. Zijn ouders stierven toen hij nog op jonge leeftijd was. Hierna werd hij grootgebracht door zijn grootmoeder in Los Angeles. Hij studeerde summa cum laude af aan de Universiteit van Californië - Los Angeles (UCLA) als beste van zijn jaar. Vervolgens behaalde hij een master- en doctorgraad in politieke wetenschappen aan Harvard. Hij was de eerste Afro-Amerikaan die een doctorsgraad in de politieke wetenschappen behaalde.
Van 1928 tot 1950 was hij hoofd van de faculteit politieke wetenschappen van Howard University in Washington, D.C. In de jaren 1930 was hij betrokken bij het radicale National Negro Congress, een organisatie die gelijke rechten voor Afro-Amerikanen wilde bewerkstelligen. Bunche was aangetrokken door marxistische revolutionaire denkbeelden over armoede en racisme, maar raakte er later van overtuigd dat burgerrechten alleen bereikt konden worden vanuit van de geest en de principes van de Amerikaanse grondwet. Toen het National Negro Congress werd overgenomen door de Amerikaanse communistische partij, besloot hij de organisatie te verlaten.
Tijdens de Tweede Wereldoorlog werkte hij voor het Office of Strategic Services (voorloper van de inlichtingendienst CIA) voordat hij in 1943 aan de slag ging bij het United States Department of State, het Amerikaanse ministerie van buitenlandse zaken.
Tijdens de Conferentie van San Francisco in 1945 was hij betrokken bij de oprichting van de Verenigde Naties. Hij werd een VN-diplomaat en was van 1948 tot 1949 hoofdbemiddelaar in het Arabisch-Israëlisch conflict (waarvoor hij in 1950 de Nobelprijs voor de Vrede kreeg). Bunche speelde een belangrijke rol bij de totstandkoming van de universele verklaring van de rechten van de mens en bemiddelde ook in andere probleemgebieden, waaronder Congo, Cyprus, Kasjmir en Yemen. Hij steeg binnen de VN tot de op een na hoogste positie van ondersecretaris-generaal.

## Prijzen en erkenningen
Na zijn dood hield de Algemene Vergadering van de VN een minuut stilte. Bunche kreeg naast de Nobelprijs voor de Vrede ook de Amerikaanse Medal of Freedom (1963). In 1982 werd een postzegel met zijn portret uitgebracht door de Amerikaanse posterijen. De bibliotheek van het Department of State (ministerie van buitenlandse zaken) kreeg in 1997 de nieuwe naam Ralph J. Bunche Library.
In New York werd een park (tegenover het VN-gebouw) naar hem vernoemd. In Los Angeles is het Dr. Ralph J. Bunche Peace and Heritage Center gevestigd in het huis van zijn grootmoeder waar hij opgroeide. UCLA, de universiteit waar hij studeerde, heeft een gebouw (Bunche Hall) naar hem vernoemd. Bij de ingang van dit gebouw staat een buste van Bunche. In Florida werd de plaats Bunche Park (nu deel van Miami Gardens) naar hem vernoemd.